# Robert Neil Butler
Robert Neil Butler (New York, 21 gennaio 1927 – New York, 4 luglio 2010) è stato un medico e psichiatra statunitense, il primo direttore del National Institute on Aging, la principale agenzia Usa che si occupa di Alzheimer, considerato il padre della geriatria per il suo lavoro sui bisogni sociali e sui diritti degli anziani e per le sue ricerche sull'invecchiamento e sulle demenze, vincitore di un Premio Pulitzer nel 1976.

## Biografia
Figlio di genitori che si separarono undici mesi dopo la sua nascita, Butler crebbe con i nonni a Vineland, nel New Jersey, e si laureò alla Columbia University, dove è stato anche direttore del Columbia Daily Spectator e membro della Philolexian Society. Disse di essere rimasto scioccato dall'atteggiamento sprezzante nei confronti degli anziani e delle loro malattie da molti dei suoi insegnanti alla facoltà di medicina, un atteggiamento che in seguito definì "invecchiamento".
Butler fu il principale ricercatore di uno dei primi studi interdisciplinari su anziani sani residenti in comunità, studio condotto presso il National Institute of Mental Health (1955-1966). La ricerca, che sfociò nel libro Human Aging, contribuì a stabilire il fatto che la senilità non era inevitabile con l'invecchiamento, ma è una conseguenza della malattia. 
Nel 1969 coniò il termine "ageismo" per descrivere la discriminazione nei confronti degli anziani, un termine  modellato su quelli di sessismo e razzismo.  Butler definì l'"ageismo" come una combinazione di tre elementi collegati.  Tra questi vi erano atteggiamenti pregiudizievoli nei confronti degli anziani, della vecchiaia e del processo di invecchiamento;  pratiche discriminatorie nei confronti degli anziani;  pratiche e politiche istituzionali che perpetuano gli stereotipi sugli anziani. 
Nel 1975 fondò e diresse il National Institute on Aging (NIA) del National Institutes of Health, dove rimase fino al 1982. Al National Institute on Aging stabilì che il morbo di Alzheimer era una priorità nazionale di ricerca.  Nel 1982 fondò il Dipartimento di Geriatria e Sviluppo per Adulti presso il Mount Sinai Medical Center, il primo dipartimento di geriatria in una scuola di medicina degli Stati Uniti. Inoltre, Butler aiutò a fondare l'Alzheimer's Disease Association, l'American Association of Geriatric Psychiatry, l'American Federation for Aging Research e l'Alliance for Aging Research.  
Butler fu anche il fondatore, amministratore delegato e presidente dell'International Longevity Center-USA, un'organizzazione internazionale senza scopo di lucro creata per educare le persone su come vivere più a lungo e meglio. L'International Longevity Center-USA è ora ospitato presso il Robert N. Butler Columbia Aging Center, un centro universitario della Columbia University con sede presso la Mailman School of Public Health.
Nel 1975 Butler pubblicò il libro Why Survive?  Being Old In America, con cui vinse nel 1976 il Premio Pulitzer per la saggistica generale.  
È morto il 4 luglio 2010 a 83 anni per leucemia.

## Opere

### Libri recenti
- Invecchiamento e salute mentale: approcci psicosociali e biomedici positivi (con Myrna I. Lewis e Trey Sunderland, 1998 (   ISBN 978-0205193363
- Life in an Older America, 2001   ISBN 0-87078-438-2
- The New Love and Sex After 60 (con Myrna I. Lewis,  2002  ISBN 0-345-44211-3
- The Longevity Prescription: The 8 Proven Keys to a Long, Healthy Life, 2010 ISBN 978-1-58333-388-4

Butler è autore di 300 articoli scientifici e medici. 

## Riconoscimenti
Butler ha ricevuto il decimo Heinz Award annuale nella categoria Human Condition. Il premio ha riconosciuto il suo lavoro nel promuovere i diritti e le esigenze dell'invecchiamento della cittadinanza e nel migliorare la qualità della vita degli anziani americani.  
Ha ricevuto lauree honoris causa dall'Università di Göteborg in Svezia e dall'Università della California del sud, nonché altri riconoscimenti come la medaglia Lienhard dell'Institute of Medicine e un premio Hall of Fame dell'American Society of Aging.  

## Curiosità
Butler è apparso nel film documentario del 2009, I Remember Better When I Paint, che esamina l'impatto positivo dell'arte sulle persone con malattia di Alzheimer e come questi approcci possono cambiare il modo in cui la malattia viene vista dalla società.